# 야스정 (고치현)
야스정(일본어: 夜須町)은 일본 고치현 가미군에 있던 정이다. 2006년 3월 1일 5정촌의 합병에 의해 고난시가 되었다.

## 역사
- 1889년 4월 1일 - 정촌제 시행에 의해 야스촌이 성립하였다.
- 1943년 1월 1일 - 정으로 승격해 야스정이 되었다.
- 1955년 4월 1일 - 히가시가와촌의 일부를 편입하였다.
- 2006년 4월 1일 - 아카오카정, 가가미정, 노이치정, 요시카와촌이 합병해 고난시가 성립하였다. 동일 야스정은 폐지되었다.

## 교통

### 철도
- 도사쿠로시오 철도 아사 선

### 도로
- 국도 제55호선

## 참고 문헌
- 角川日本地名大辞典編纂委員会,『角川日本地名大辞典 39 高知県』1983, 角川書店